# 284 a.C.

## Eventos
- Caio Servílio Tuca e Lúcio Cecílio Metelo Denter, cônsules romanos. Metelo Denter foi morto na Batalha de Arrécio, contra os gauleses sênones, e substituído por Mânio Cúrio Dentato no comando das operações militares.